# Anders Lyrbring
Anders Christer Lyrbring (* 21. März 1978 in Göteborg) ist ein ehemaliger schwedischer Schwimmer, der eine olympische Silbermedaille gewann.

## Karriere
Bei den Olympischen Spielen 1996 in Atlanta erreichte die schwedische 4-mal-200-Meter-Freistilstaffel mit Christer Wallin, Lars Frölander, Anders Holmertz und Anders Lyrbring sowohl im Vorlauf als auch im Endlauf die zweitschnellste Zeit hinter der Staffel aus den Vereinigten Staaten. Im Finale hatten die Schweden allerdings nur 0,15 Sekunden Vorsprung vor den drittplatzierten Deutschen. Im April 1997 bei den Kurzbahnweltmeisterschaften in Göteborg belegte Lyrbring als bester Schwede den achten Platz über 200 Meter Freistil. Die schwedische 4-mal-200-Meter-Freistilstaffel mit Fredrik Letzler, Lars Frölander, Anders  Holmertz und Anders Lyrbring gewann die Silbermedaille hinter den Australiern. Vier Monate später fanden in Sevilla die Schwimmeuropameisterschaften 1997 statt. Erneut belegte Lyrbring den achten Platz über 200 Meter Freistil. Während die schwedische 4-mal-200-Meter-Freistilstaffel keine Endlaufplatzierung erreichte, belegte die schwedische 4-mal-100-Meter-Freistilstaffel mit Jonas Akesson, Anders Lyrbring, Max von Budungen und Lars Frölander den fünften Platz.
1998 bei den Weltmeisterschaften in Perth schied Lyrbring über 200 Meter Freistil als 21. der Vorläufe aus. Die schwedische 4-mal-200-Meter-Freistilstaffel mit Anders Lyrbring, Johan Walberg, Petetr Lindh und Max von Budungen erreichte den achten Platz. 1999 fanden die Europameisterschaften in Istanbul statt. Die schwedische 4-mal-100-Meter-Freistilstaffel mit Stefan Nystrand, Mattias Ohlin, Lars Frölander und Anders Lyrbring schwamm auf den fünften Rang. Im Jahr darauf erreichte Lyrbring bei den Europameisterschaften in Helsinki kein A-Finale und qualifizierte sich auch nicht mehr für die Olympischen Spiele in Sydney.
Lyrbring schwamm für den Simklubben S02 aus Göteborg.